# Schlüchtern (stacja kolejowa)
Schlüchtern (niem.: Bahnhof Schlüchtern) – stacja kolejowa w Schlüchtern, w kraju związkowym Hesja, w Niemczech. Znajduje się na linii Kinzigtalbahn (Hanau – Fulda).
Według klasyfikacji Deutsche Bahn ma kategorię 4.

## Historia
Stacja została otwarta w dniu 15 grudnia 1868 roku wraz z otwarciem odcinka Neuhof-Steinau (Straße), linii Kinzigtalbahn.

## Linie kolejowe
- Kinzigtalbahn

## Połączenia

### Dalekobieżne
| Linia     | Trasa | Takt            |
| --------- | --- | --------------- |
| InterCity | (Berlin Gesundbrunnen – Berlin Hbf (tief) – Halle (Saale) Hbf – Leipzig Hbf – Erfurt Hbf –) Bebra – Fulda – Schlüchtern – Hanau Hbf – Offenbach (Main) Hbf – Frankfurt (Main) Hbf | Pojedyncza para |

### Regionalne
| Linia | Trasa | Takt                                               |
| ----- | --- | -------------------------------------------------- |
| RE 50 | KinzigtalExpress Fulda – Flieden – Schlüchtern – Wächtersbach – Gelnhausen – Langenselbold – Hanau Hbf – Offenbach (Main) Hbf – Frankfurt (Main) Süd – Frankfurt (Main) Hbf | Godzinny (+ dodatkowe pociągi w godzinach szczytu) |
| RB 53 | Fulda-Main-Bahn/Mainfrankenbahn (Schlüchtern –) Jossa – Gemünden (Main) – Veitshöchheim – Würzburg Hbf (– Schweinfurt Hbf – Bamberg)                                        | Dwugodzinny                                        |